# Милстрит
Милстрит (англ. Millstreet; ирл. Sráid an Mhuilinn) — (переписной) посёлок в Ирландии, находится в графстве Корк (провинция Манстер).
В июле 2006 года в городе прошла 29-я Европейская конференция жонглёров (European Juggling Convention).
Местная железнодорожная станция была открыта 16 апреля 1853 года и закрыта для грузоперевозок 6 сентября 1976 года.
15 мая 1993 года в поселке на крытом стадионе «Грин-Гленс-Арена» прошёл 38-й конкурс песни «Евровидение».

## Демография
Население — 1401 человек (по переписи 2006 года). В 2002 году население составляло 1289.
Данные переписи 2006 года:
| Общие демографические показатели |               |                               |                               |      |      |
| Всё население                    | Всё население | Изменения населения 2002—2006 | Изменения населения 2002—2006 | 2006 | 2006 |
| 2002                             | 2006          | чел.                          | %                             | муж. | жен. |
| 1289                             | 1401          | 112                           | 8,7                           | 744  | 657  |

В нижеприводимых таблицах сумма всех ответов (столбец «сумма»), как правило, меньше общего населения населённого пункта (столбец «2006»).
| Религия (Тема 2 — 5 : Число людей по религиям, 2006) |             |                |             |            |       |      |
| Католики, чел.                                       | Католики, % | Другая религия | Без религии | не указано | сумма | 2006 |
| 1329                                                 | 94,9        | 27             | 41          | 4          | 1401  | 1401 |

| Этно-расовый состав (Этничность. Тема 2 — 3 : Постоянное население по этническому или культурному происхождению, 2006) |            |              |       |        |        |            |       |       |
| Белые ирландцы | Лухт-шулта | Другие белые | Негры | Азиаты | Другие | Не указано | сумма | 2006  |
| 1126 | 0          | 232          | 0     | 0      | 15     | 3          | 1376  | 1401  |
| Доля от всех отвечавших на вопрос, %                                                                                   |            |              |       |        |        |            |       |       |
| 81,8 | 0,0        | 16,9         | 0,0   | 0,0    | 1,1    | 0,2        | 100   | 98,21 |

1 — доля отвечавших на вопрос о языке от всего населения.
| Владение ирландским языком (Тема 3 — 1 : Число людей от 3 лет и старше по способности говорить по-ирландски, 2006) |      |            |       |       |
| Владеете ли Вы ирландским языком?                                                                                  |      |            |       |       |
| Да | Нет  | Не указано | сумма | 2006  |
| 545 | 791  | 17         | 1353  | 1401  |
| Доля от всех отвечавших на вопрос о языке, %                                                                       |      |            |       |       |
| 40,3 | 58,5 | 1,3        | 100   | 96,61 |

1 — доля отвечавших на вопрос о языке от всего населения.
| Использование ирландского языка (Тема 3 — 2 : Говорящие по-ирландски от 3 лет и старше по частоте использования ирландского языка, 2006) |                                                            |                                               |                                               |                                               |                                               |                                               |       |                                     |      |
| Как часто и где Вы говорите по-ирландски?                                                                                                |                                                            |                                               |                                               |                                               |                                               |                                               |       |                                     |      |
| ежедневно, только в образовательных учреждениях                                                                                          | ежедневно, как в образовательных учреждениях, так и вне их | в других местах (вне образовательной системы) | в других местах (вне образовательной системы) | в других местах (вне образовательной системы) | в других местах (вне образовательной системы) | в других местах (вне образовательной системы) | сумма | всего, отвечавших на вопрос о языке | 2006 |
| ежедневно, только в образовательных учреждениях                                                                                          | ежедневно, как в образовательных учреждениях, так и вне их | ежедневно                                     | каждую неделю                                 | реже                                          | никогда                                       | не указано                                    | сумма | всего, отвечавших на вопрос о языке | 2006 |
| 128 | 4                                                          | 13                                            | 28                                            | 218                                           | 146                                           | 8                                             | 545   | 1353                                | 1401 |
| Доля от всех отвечавших на вопрос о языке, %                                                                                             |                                                            |                                               |                                               |                                               |                                               |                                               |       |                                     |      |
| 9,5 | 0,3                                                        | 1,0                                           | 2,1                                           | 16,1                                          | 10,8                                          | 0,6                                           | 40,3  | 100                                 |      |

| Типы частных жилищ (Тема 6 — 1(a) : Число частных домовладений по типу размещения, 2006) |          |         |                 |            |       |      |
| Отдельный дом                                                                            | Квартира | Комната | Переносные дома | не указано | сумма | 2006 |
| 494                                                                                      | 17       | 9       | 2               | 7          | 529   | 1401 |

## Города-побратимы
- Помри-ле-Виконт (Франция, с 1985)[9]